# Ruptura, Mehedinți
Ruptura este un sat în comuna Voloiac din județul Mehedinți, Oltenia, România.